# Taher
Taher (în arabă الطاهير) este o comună din provincia Jijel, Algeria.
Populația comunei este de 77.367 locuitori (2008).